# Batin (Posušje)
Pour l’article homonyme, voir Batin.
Batin (en cyrillique : Батин) est un village de Bosnie-Herzégovine. Il est situé dans la municipalité de Posušje, dans le canton de l'Herzégovine de l'Ouest et dans la fédération de Bosnie-et-Herzégovine. Selon les premiers résultats du recensement bosnien de 2013, il compte 623 habitants.

## Géographie
Le village est situé au sud de Posušje.

## Démographie

### Évolution historique de la population dans la localité
| 1948 | 1953 | 1961 | 1971 | 1981 | 1991 | 2013 |
| ---- | ---- | ---- | ---- | ---- | ---- | ---- |
| -    | -    | 783  | 806  | 744  | 629  | 623  |

|  |